# Kwan
Kwan är en finländsk hiphopgrupp från Helsingfors, bildad 2000 av de sex medlemmarna Mariko Pajalahti (sång), Tidjân Ba (sång), Antti Eräkangas (gitarr), Kusti Kaukoniemi (bas), Risto Rikala (trummor) och Tatu Ferchen (slagverk, keyboard). Bandet skivdebuterade 2001 med albumet Dynasty. Samma namn gavs till en förening som bestod av de tre grupperna Kwan, Killer och internationellt framgångsrika The Rasmus. Dessa bands medlemmar är vänner sinsemellan.
Namnet Kwan kommer från filmen Jerry Maguire där det sägs stå för "love, respect, community and money". Gruppens två sångare Mariko och Tidjân har båda bott utomlands och behärskar flera språk bra, något de visar i låten "U&I", som är skriven på franska, tyska, finska och engelska. Låtarna "Late", "Rain" och "Unconditional Love" har alla toppat Finlands singellista. Gruppens skivor produceras av Antti Eräkangas tillsammans med The Rasmus gitarrist Pauli Rantasalmi.
Kwan deltog i 2009 års Eurovision Song Contest i Finland kval. De nådde finalen med låten "10.000 Light Years" men åkte därefter ut.

## Diskografi

### Studioalbum
- 2001 - Dynasty
- 2002 - The Die Is Cast
- 2004 - Love Beyond This World
- 2006 - Little Notes

### Singlar
- 2001 - "Padam"
- 2001 - "Microphoneaye"
- 2001 - "Late" (#1 Finland)
- 2001 - "Rock da House"
- 2002 - "Rain" (#1 Finland)
- 2002 - "Shine"
- 2002 - "Chillin' at the Grotto" (med Lauri Ylönen och Siiri Nordin)
- 2004 - "Unconditional Love" (#1 Finland)
- 2004 - "Decadence of the Heart"
- 2006 - "Diamonds"
- 2008 - "10.000 Light Years"